# Alfred Neubauer
Alfred Neubauer (Neutitschein, 29 de março de 1891 — Stuttgart, 22 de agosto de 1980) foi um dirigente esportivo austríaco, famoso chefe de equipe da Mercedes-Benz, que ficaria conhecida pelo título de Flechas de Prata, entre meados dos anos de 1920 e 1950.

## Vida
Durante sua juventude, Neubauer costumava fazer reparos nos veículos do exército imperial austro-húngaro, função que também exerceu durante a Primeira Guerra Mundial. Após o término desta, ingressou na Austro-Daimler, filial austríaca da Daimler, onde foi apontado como piloto de testes principal da fábrica por Ferdinand Porsche. Entre 1922 e 1923, Neubauer participou de algumas competições, mas conseguindo apenas resultados insignificantes. Durante este último ano, Porsche se transferiu para a fábrica principal da empresa, tendo Neubauer seguido o mesmo caminho, continuando em sua função de piloto de testes. Decidiu encerrar sua carreira como piloto em 1926, após continuar tendo apenas resultados insignificantes, passando a partir de então, a desempenhar uma função até então inexistente: Rennleiter (chefe de equipe em alemão numa tradução livre), da equipe Mercedes-Benz.
Em sua nova função, uma de suas primeiras inovações foi introduzir placas informando aos pilotos da equipe suas posições nas corridas, assim como outras informações, uma vez que até então, o piloto geralmente só sabia sua posição na corrida após o término dessa. Os resultados dessas novas inovações logo seriam sentidos pela equipe, com Rudolf Caracciola, um dos melhores e mais famosos automobilistas da época, vencendo diversas corridas, com destaque para a vitória em parceria com Wilhelm Sebastian na edição de 1931 da Mille Miglia, a primeira vez que uma equipe de fora da Itália vencia a corrida.

## Flechas de Prata
Neubauer, entretanto, passaria a realmente se destacar, assim como a própria Marcedes-Benz, a partir de meados dos anos 1930, quando, após um investimento de 250 mil reichsmarks do governo alemão na empresa, passou a dominar as principais competições da época, ao lado da Auto Union - que também recebera um investimento de 250 mil reichsmarks do governo alemão. Foi durante esse período que os carros de corrida da Mercedes passaram a ser conhecidos como Flechas de Prata. O motivo para a coloração prateada dos veículos é controverso, mas a versão mais conhecida da história, publicada em suas memórias, assim como do piloto Manfred von Brauchitsch, eles tiveram a ideia de remover a pintura, deixando os veículos apenas nas chapas de alumínio, após o Mercedes-Benz W25, o primeiro veículo construído após o investimento do governo, ultrapassar em um quilograma os 750 permitidos pelos regulamentos das principais competições de fórmula da época. E seria com o W25 que a Mercedes passaria a dominar as principais competições da época, com destaque o Campeonato Europeu de Automobilismo, vencendo em 1935 e entre 1937 e 1939, sendo os três primeiros com Caracciola, e o último, bastante controverso, com Hermann Lang.
Com o início da Segunda Guerra Mundial, a equipe viu em pouco tempo a necessidade de se retirar das competições, passando as fábricas da empresa a priorizar a construção de veículos para fins militares, assim como a paralisação das principais competições na época. A equipe só viria a ser revivida novamente durante os anos 1950, se tornando dominante novamente entre os anos de 1954 e 1955, quando dominou a Fórmula 1, a sucessora do Campeonato Europeu, e a partir de então, a principal competição de automobilismo, com Juan Manuel Fangio, o qual conquistou os títulos nos dois anos de forma dominante. O sucesso, entretanto, acabaria sendo interrompido em 1955, quando a equipe se retirou das competições de automobilismo após a tragédia de Le Mans em 1955, onde um acidente envolvendo um dos pilotos da equipe durante a edição daquele ano das 24 Horas de Le Mans, Pierre Levegh, causou a morte de 84 pessoas, além do próprio.